# Björn Jonson
Björn Jonson (Malmö, 12 de abril de 1940) es un profesor emérito en fisiología clínica en la Universidad de Lund. Desarrolló el respirador artificial moderno.
En la década de 1960, Jonson era empleado del recién establecido Departamento de Fisiología Clínica del Hospital Universitario de Håkan Westling en Lund. Se le asignó la responsabilidad de la parte de fisiología pulmonar del departamento, y pronto descubrió que el equipo de la época tenía fallas importantes; por ello fue enviado en 1963 a los Estados Unidos para desarrollar nuevas técnicas al respecto. En colaboración con Sven Ingelstedt, pensaron en como deberían funcionar los dispositivos que apoyen la respiración de los pacientes.
Jonson pensaba que los respiradores deberían ser controlados por flujo. Se le dio vía libre para diseñar una máquina de respiración, y en colaboración con Sven-Gunnar Olsson, ingeniero de Elema-Schönander AB, crearon y patentaron en 1967 un primer modelo de regulador de flujo por gas, que en 1971 se convirtió en el exitoso ServoVentilator 900. En colaboración con el anestesiólogo Lars Nordström, el respirador se presentó internacionalmente. El respirador de Jonson no solo apoyó la respiración del paciente de acuerdo con sus necesidades, sino que también proporcionó valores de medición que podrían usarse para diagnosticar y controlar los problemas respiratorios del paciente, contribuyendo así al desarrollo de unidades especializadas de cuidados intensivos, en las cuales hoy en día el respirador de Jonson es un componente fundamental.
Jonsson defendió su disertación en 1970 sobre el funcionamiento del pulmón. Ha publicado extensamente en el campo de la función pulmonar y la fisiología, y es coautor del libro Clinical Physiology: with Nuclear Medicine and Clinical Neurophysiology publicado en varias ediciones.